# Скидан Руслан Миколайович
Руслан Миколайович Скидан (нар. 1 червня 1972, Новоград-Волинський) — радянський та український футболіст, воротар. Згодом — тренер. Син, Валерій, також професіональний футболіст.

## Життєпис
У 1993 році грав за команду «Цементник» з Кам'янця-Подільського, яка виступала в аматорському чемпіонаті України. Другу половину сезону 1993/94 років провів у «Вілії» й зіграв у чемпіонаті Молдови три матчі. Згодом повернувся в Кам'янець-Подільський, де грав за «Імпульс». Влітку 1997 року став гравцем чортківського «Кристалу». За команду відіграв рік, зігравши в десяти матчах другої ліги. Також у середині 90-х роках виступав за аматорську команду з рідного міста «Звягель» в Чемпіонаті області.  Завершував кар'єру футболіста в аматорських командах «Локомотив» (Коростень) й «Титан» (Іршанськ). 
Після закінчення кар'єри став працювати дитячим тренером у ДЮСШ міста Новград-Волинського. Серед його вихованців футболісти Юрій Шевчук та Ігор Носарєв. У сезоні 2008/09 років працював тренером воротарів у клубі «Коростень». У 2016 році він став одним із засновників футбольної команди «Звягель».
У 2017 році дитяча команда під його керівництвом стала другою на першості області.
З 2017 року тренер «Звягель-2» (Новоград-Волинський), а з  2018 року тренер футбольного клубу «Звягель» (Новоград-Волинський). Команда під керівництвом Руслана Скидана команда у 2018 році виграла срібні медалі Чемпіонату області та стала фіналістом Кубку області, а у 2019 покращила свої показники, оформивши "Золотий дубль". В сезоні 2020 року «Звягель» другий раз поспіль виграв Чемпіонат області, та став фіналістом Кубку області. В 2021 році «Звягель» вперше в своїй історії виграв Суперкубок області, після першого кола знявся з Чемпіонату області та заявився на Чемпіонат України серед аматорів сезону 2021/2022.
У 2020 році успішно пройшов ліцензування по тренерській програмі Диплом "В" UEFA.